# Tucho (futebolista)
Anderson Cordoval de Barros, mais conhecido como Tucho (Belo Horizonte, 12 de fevereiro de 1980), é um ex-futebolista brasileiro que atuava como meia.
No dia 29 de fevereiro de 2004, quando defendia o Atlético Mineiro, Tucho conseguiu a façanha de marcar três gols no clássico contra o Cruzeiro, válido pelo campeonato estadual daquele ano. O jogo terminou 5–3 para o Atlético e foi realizado no estádio do Mineirão.
Por muitas vezes foi comparado com Rivaldo, uma vez que não era um jogador com muita mídia envolvida, mas era dotado de excelente técnica e visão de jogo pouco encontradas no mundo do futebol. Inclusive, jornalistas que acompanhavam o futebol mineiro no início dos anos 2000, como Jaeci Carvalho, Lúcio Krause Ribeiro e o correspondente esportivo japonês Kiyoshi Mendes, costumavam compará-lo com Alex, camisa 10 do Cruzeiro. Contudo, devido à melhor qualidade técnica e física de Tucho, era sempre indicado como o melhor camisa 10 de Minas Gerais.

## Títulos
América Mineiro
- Copa Sul-Minas: 2000
- Campeonato Mineiro: 2001

Figueirense
- Campeonato Catarinense: 2006

## Prêmios Individuais
- Seleção Mineira do Século XXI - Rádio CBN 106.1